# Antoni Vilaplana i Forcada
Antoni Vilaplana i Forcada (Vic, Osona, 1893 - Roma, Itàlia, 1944) va ser un diplomàtic català. Medalla d'or de Pius X. Després dels estudis al Seminari de Vic, cursà la carrera eclesiàstica a la Universitat Gregoriana de Roma, on es doctorà en Teologia (1919) i es graduà en Dret Canònic. S'ordenà Sacerdot el 1916 i poc després ingressà al col·legi de Nobles Eclesiàstics per seguir la carrera diplomàtica. Exercí funcions als dicasteris romans i a la Nunciatura de Madrid (1921). El 1923 va ser nomenat Canonge Pontifici destinat a la Seu de Mallorca, fins que el 1927 passà d'Arxiprest a la Catedral de Girona. Des de 1937 ocupà càrrecs a Roma, especialment a la Prefectura de la Congregació d'Estudis i Seminaris.